# Vocal

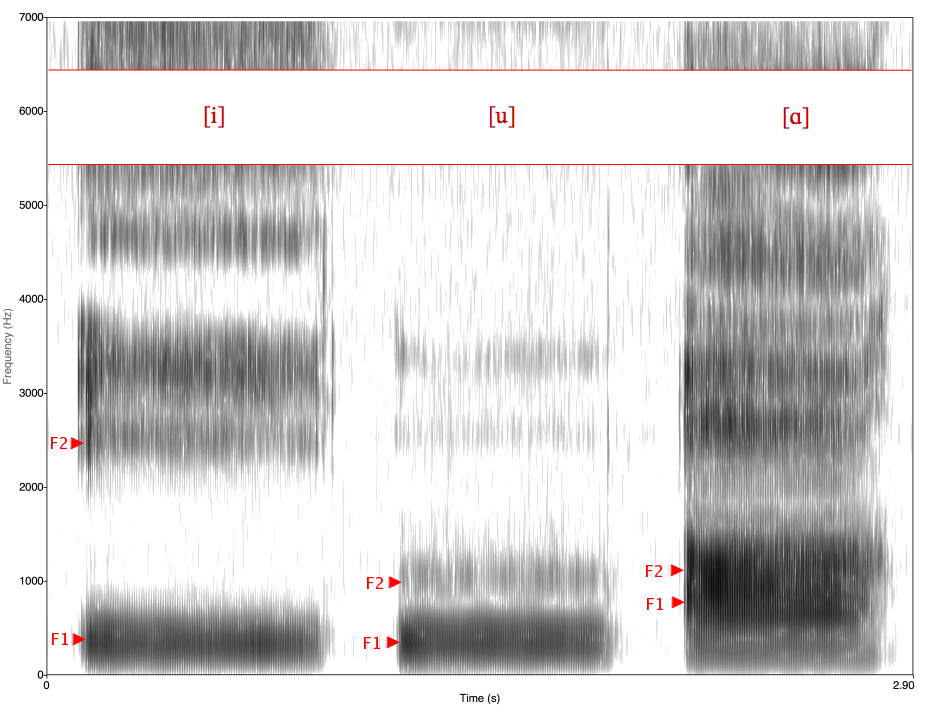
Las vocales (no-sordas) son mucho más visibles en un espectrograma que la mayoría de las consonantes, porque su emisión va acompañada de la emisión de mayor energía sonora.

En fonética, una vocal (del latín vocalis) o monoptongo es un sonido de una lengua natural hablada que se pronuncia con el tracto vocal abierto, no habiendo un aumento de la presión del aire en ningún punto más arriba de la glotis, es decir, ni en la boca ni en la faringe. Esto contrasta con las consonantes, donde hay una obstrucción o cerrazón en algún punto del tracto vocal. Las vocales se consideran silábicas en el sentido de que forman el núcleo de una sílaba; un sonido equivalente, abierto, pero que no forma el núcleo de una sílaba, se denomina semivocal. 
En todas las lenguas las vocales forman el núcleo de las sílabas, mientras que las consonantes forman el ataque o inicio y (en las lenguas que la tienen) la coda. Sin embargo, en algunas lenguas es posible formar núcleos silábicos mediante otros sonidos, como por ejemplo la l silábica de la palabra inglesa table [ˈteɪ.bl̩] (el trazo bajo la l indica que es silábica y el punto separa sílabas), o la r en la palabra serbia vrt [vr̩t] «jardín».
Existe un conflicto entre la definición fonética de 'vocal' (un sonido producido sin obstrucción del tracto vocal) y la definición fonológica (un sonido que forma la cumbre, o pico, de una sílaba). Las aproximantes [j] y [w] nos sirven para ilustrar dicho conflicto: ambas se producen prácticamente sin obstrucción del tracto vocal (de modo que fonéticamente se considerarían como vocales), pero aparecen en el límite de las sílabas, como por ejemplo al principio de las palabras españolas 'yo' y 'hueso' (lo que sugeriría que fonológicamente son consonantes). El lingüista estadounidense Kenneth Pike propuso los términos 'vocoide', para vocales fonéticas, y 'vocal', para vocales fonológicas. De acuerdo con esta terminología, [j] y [w] se clasifican como vocoides, no como vocales.
La palabra «vocal», proviene del latín vocalis, que significa «con la voz», ya que, en la mayoría de las lenguas, las palabras, y por tanto el discurso, son imposibles sin vocales (incluso en las lenguas que permiten palabras sin vocales, este tipo de palabras son una minoría). El término «vocal» se usa habitualmente para referirse tanto a los sonidos vocálicos como a los signos escritos que los representan.

## Articulación
| | Anterior | Semiant. | Central | Semipost. | Posterior |
| Cerrada | \| i • y ɨ • ʉ ɯ • u ɪ̟ • ʏ̟ ɪ • ʏ ɪ̈ • ʊ̈ ɯ̽ • ʊ ɯ̞ • ʊ̠ e • ø ɘ • ɵ ɤ • o e̞ • ø̞ ə • ɵ̞ ɤ̞ • o̞ ɛ • œ ɜ • ɞ ʌ • ɔ æ • œ̞ ɐ • ɞ̞ ʌ̞ • ɔ̞ a • ɶ ɐ̞ • ɶ̠ ɑ • ɒ \| | \| i • y ɨ • ʉ ɯ • u ɪ̟ • ʏ̟ ɪ • ʏ ɪ̈ • ʊ̈ ɯ̽ • ʊ ɯ̞ • ʊ̠ e • ø ɘ • ɵ ɤ • o e̞ • ø̞ ə • ɵ̞ ɤ̞ • o̞ ɛ • œ ɜ • ɞ ʌ • ɔ æ • œ̞ ɐ • ɞ̞ ʌ̞ • ɔ̞ a • ɶ ɐ̞ • ɶ̠ ɑ • ɒ \| | \| i • y ɨ • ʉ ɯ • u ɪ̟ • ʏ̟ ɪ • ʏ ɪ̈ • ʊ̈ ɯ̽ • ʊ ɯ̞ • ʊ̠ e • ø ɘ • ɵ ɤ • o e̞ • ø̞ ə • ɵ̞ ɤ̞ • o̞ ɛ • œ ɜ • ɞ ʌ • ɔ æ • œ̞ ɐ • ɞ̞ ʌ̞ • ɔ̞ a • ɶ ɐ̞ • ɶ̠ ɑ • ɒ \| | \| i • y ɨ • ʉ ɯ • u ɪ̟ • ʏ̟ ɪ • ʏ ɪ̈ • ʊ̈ ɯ̽ • ʊ ɯ̞ • ʊ̠ e • ø ɘ • ɵ ɤ • o e̞ • ø̞ ə • ɵ̞ ɤ̞ • o̞ ɛ • œ ɜ • ɞ ʌ • ɔ æ • œ̞ ɐ • ɞ̞ ʌ̞ • ɔ̞ a • ɶ ɐ̞ • ɶ̠ ɑ • ɒ \| | \| i • y ɨ • ʉ ɯ • u ɪ̟ • ʏ̟ ɪ • ʏ ɪ̈ • ʊ̈ ɯ̽ • ʊ ɯ̞ • ʊ̠ e • ø ɘ • ɵ ɤ • o e̞ • ø̞ ə • ɵ̞ ɤ̞ • o̞ ɛ • œ ɜ • ɞ ʌ • ɔ æ • œ̞ ɐ • ɞ̞ ʌ̞ • ɔ̞ a • ɶ ɐ̞ • ɶ̠ ɑ • ɒ \| |
| Casi cerr. | \| i • y ɨ • ʉ ɯ • u ɪ̟ • ʏ̟ ɪ • ʏ ɪ̈ • ʊ̈ ɯ̽ • ʊ ɯ̞ • ʊ̠ e • ø ɘ • ɵ ɤ • o e̞ • ø̞ ə • ɵ̞ ɤ̞ • o̞ ɛ • œ ɜ • ɞ ʌ • ɔ æ • œ̞ ɐ • ɞ̞ ʌ̞ • ɔ̞ a • ɶ ɐ̞ • ɶ̠ ɑ • ɒ \| | \| i • y ɨ • ʉ ɯ • u ɪ̟ • ʏ̟ ɪ • ʏ ɪ̈ • ʊ̈ ɯ̽ • ʊ ɯ̞ • ʊ̠ e • ø ɘ • ɵ ɤ • o e̞ • ø̞ ə • ɵ̞ ɤ̞ • o̞ ɛ • œ ɜ • ɞ ʌ • ɔ æ • œ̞ ɐ • ɞ̞ ʌ̞ • ɔ̞ a • ɶ ɐ̞ • ɶ̠ ɑ • ɒ \| | \| i • y ɨ • ʉ ɯ • u ɪ̟ • ʏ̟ ɪ • ʏ ɪ̈ • ʊ̈ ɯ̽ • ʊ ɯ̞ • ʊ̠ e • ø ɘ • ɵ ɤ • o e̞ • ø̞ ə • ɵ̞ ɤ̞ • o̞ ɛ • œ ɜ • ɞ ʌ • ɔ æ • œ̞ ɐ • ɞ̞ ʌ̞ • ɔ̞ a • ɶ ɐ̞ • ɶ̠ ɑ • ɒ \| | \| i • y ɨ • ʉ ɯ • u ɪ̟ • ʏ̟ ɪ • ʏ ɪ̈ • ʊ̈ ɯ̽ • ʊ ɯ̞ • ʊ̠ e • ø ɘ • ɵ ɤ • o e̞ • ø̞ ə • ɵ̞ ɤ̞ • o̞ ɛ • œ ɜ • ɞ ʌ • ɔ æ • œ̞ ɐ • ɞ̞ ʌ̞ • ɔ̞ a • ɶ ɐ̞ • ɶ̠ ɑ • ɒ \| | \| i • y ɨ • ʉ ɯ • u ɪ̟ • ʏ̟ ɪ • ʏ ɪ̈ • ʊ̈ ɯ̽ • ʊ ɯ̞ • ʊ̠ e • ø ɘ • ɵ ɤ • o e̞ • ø̞ ə • ɵ̞ ɤ̞ • o̞ ɛ • œ ɜ • ɞ ʌ • ɔ æ • œ̞ ɐ • ɞ̞ ʌ̞ • ɔ̞ a • ɶ ɐ̞ • ɶ̠ ɑ • ɒ \| |
| Semicerr. | \| i • y ɨ • ʉ ɯ • u ɪ̟ • ʏ̟ ɪ • ʏ ɪ̈ • ʊ̈ ɯ̽ • ʊ ɯ̞ • ʊ̠ e • ø ɘ • ɵ ɤ • o e̞ • ø̞ ə • ɵ̞ ɤ̞ • o̞ ɛ • œ ɜ • ɞ ʌ • ɔ æ • œ̞ ɐ • ɞ̞ ʌ̞ • ɔ̞ a • ɶ ɐ̞ • ɶ̠ ɑ • ɒ \| | \| i • y ɨ • ʉ ɯ • u ɪ̟ • ʏ̟ ɪ • ʏ ɪ̈ • ʊ̈ ɯ̽ • ʊ ɯ̞ • ʊ̠ e • ø ɘ • ɵ ɤ • o e̞ • ø̞ ə • ɵ̞ ɤ̞ • o̞ ɛ • œ ɜ • ɞ ʌ • ɔ æ • œ̞ ɐ • ɞ̞ ʌ̞ • ɔ̞ a • ɶ ɐ̞ • ɶ̠ ɑ • ɒ \| | \| i • y ɨ • ʉ ɯ • u ɪ̟ • ʏ̟ ɪ • ʏ ɪ̈ • ʊ̈ ɯ̽ • ʊ ɯ̞ • ʊ̠ e • ø ɘ • ɵ ɤ • o e̞ • ø̞ ə • ɵ̞ ɤ̞ • o̞ ɛ • œ ɜ • ɞ ʌ • ɔ æ • œ̞ ɐ • ɞ̞ ʌ̞ • ɔ̞ a • ɶ ɐ̞ • ɶ̠ ɑ • ɒ \| | \| i • y ɨ • ʉ ɯ • u ɪ̟ • ʏ̟ ɪ • ʏ ɪ̈ • ʊ̈ ɯ̽ • ʊ ɯ̞ • ʊ̠ e • ø ɘ • ɵ ɤ • o e̞ • ø̞ ə • ɵ̞ ɤ̞ • o̞ ɛ • œ ɜ • ɞ ʌ • ɔ æ • œ̞ ɐ • ɞ̞ ʌ̞ • ɔ̞ a • ɶ ɐ̞ • ɶ̠ ɑ • ɒ \| | \| i • y ɨ • ʉ ɯ • u ɪ̟ • ʏ̟ ɪ • ʏ ɪ̈ • ʊ̈ ɯ̽ • ʊ ɯ̞ • ʊ̠ e • ø ɘ • ɵ ɤ • o e̞ • ø̞ ə • ɵ̞ ɤ̞ • o̞ ɛ • œ ɜ • ɞ ʌ • ɔ æ • œ̞ ɐ • ɞ̞ ʌ̞ • ɔ̞ a • ɶ ɐ̞ • ɶ̠ ɑ • ɒ \| |
| Media | \| i • y ɨ • ʉ ɯ • u ɪ̟ • ʏ̟ ɪ • ʏ ɪ̈ • ʊ̈ ɯ̽ • ʊ ɯ̞ • ʊ̠ e • ø ɘ • ɵ ɤ • o e̞ • ø̞ ə • ɵ̞ ɤ̞ • o̞ ɛ • œ ɜ • ɞ ʌ • ɔ æ • œ̞ ɐ • ɞ̞ ʌ̞ • ɔ̞ a • ɶ ɐ̞ • ɶ̠ ɑ • ɒ \| | \| i • y ɨ • ʉ ɯ • u ɪ̟ • ʏ̟ ɪ • ʏ ɪ̈ • ʊ̈ ɯ̽ • ʊ ɯ̞ • ʊ̠ e • ø ɘ • ɵ ɤ • o e̞ • ø̞ ə • ɵ̞ ɤ̞ • o̞ ɛ • œ ɜ • ɞ ʌ • ɔ æ • œ̞ ɐ • ɞ̞ ʌ̞ • ɔ̞ a • ɶ ɐ̞ • ɶ̠ ɑ • ɒ \| | \| i • y ɨ • ʉ ɯ • u ɪ̟ • ʏ̟ ɪ • ʏ ɪ̈ • ʊ̈ ɯ̽ • ʊ ɯ̞ • ʊ̠ e • ø ɘ • ɵ ɤ • o e̞ • ø̞ ə • ɵ̞ ɤ̞ • o̞ ɛ • œ ɜ • ɞ ʌ • ɔ æ • œ̞ ɐ • ɞ̞ ʌ̞ • ɔ̞ a • ɶ ɐ̞ • ɶ̠ ɑ • ɒ \| | \| i • y ɨ • ʉ ɯ • u ɪ̟ • ʏ̟ ɪ • ʏ ɪ̈ • ʊ̈ ɯ̽ • ʊ ɯ̞ • ʊ̠ e • ø ɘ • ɵ ɤ • o e̞ • ø̞ ə • ɵ̞ ɤ̞ • o̞ ɛ • œ ɜ • ɞ ʌ • ɔ æ • œ̞ ɐ • ɞ̞ ʌ̞ • ɔ̞ a • ɶ ɐ̞ • ɶ̠ ɑ • ɒ \| | \| i • y ɨ • ʉ ɯ • u ɪ̟ • ʏ̟ ɪ • ʏ ɪ̈ • ʊ̈ ɯ̽ • ʊ ɯ̞ • ʊ̠ e • ø ɘ • ɵ ɤ • o e̞ • ø̞ ə • ɵ̞ ɤ̞ • o̞ ɛ • œ ɜ • ɞ ʌ • ɔ æ • œ̞ ɐ • ɞ̞ ʌ̞ • ɔ̞ a • ɶ ɐ̞ • ɶ̠ ɑ • ɒ \| |
| Semiab. | \| i • y ɨ • ʉ ɯ • u ɪ̟ • ʏ̟ ɪ • ʏ ɪ̈ • ʊ̈ ɯ̽ • ʊ ɯ̞ • ʊ̠ e • ø ɘ • ɵ ɤ • o e̞ • ø̞ ə • ɵ̞ ɤ̞ • o̞ ɛ • œ ɜ • ɞ ʌ • ɔ æ • œ̞ ɐ • ɞ̞ ʌ̞ • ɔ̞ a • ɶ ɐ̞ • ɶ̠ ɑ • ɒ \| | \| i • y ɨ • ʉ ɯ • u ɪ̟ • ʏ̟ ɪ • ʏ ɪ̈ • ʊ̈ ɯ̽ • ʊ ɯ̞ • ʊ̠ e • ø ɘ • ɵ ɤ • o e̞ • ø̞ ə • ɵ̞ ɤ̞ • o̞ ɛ • œ ɜ • ɞ ʌ • ɔ æ • œ̞ ɐ • ɞ̞ ʌ̞ • ɔ̞ a • ɶ ɐ̞ • ɶ̠ ɑ • ɒ \| | \| i • y ɨ • ʉ ɯ • u ɪ̟ • ʏ̟ ɪ • ʏ ɪ̈ • ʊ̈ ɯ̽ • ʊ ɯ̞ • ʊ̠ e • ø ɘ • ɵ ɤ • o e̞ • ø̞ ə • ɵ̞ ɤ̞ • o̞ ɛ • œ ɜ • ɞ ʌ • ɔ æ • œ̞ ɐ • ɞ̞ ʌ̞ • ɔ̞ a • ɶ ɐ̞ • ɶ̠ ɑ • ɒ \| | \| i • y ɨ • ʉ ɯ • u ɪ̟ • ʏ̟ ɪ • ʏ ɪ̈ • ʊ̈ ɯ̽ • ʊ ɯ̞ • ʊ̠ e • ø ɘ • ɵ ɤ • o e̞ • ø̞ ə • ɵ̞ ɤ̞ • o̞ ɛ • œ ɜ • ɞ ʌ • ɔ æ • œ̞ ɐ • ɞ̞ ʌ̞ • ɔ̞ a • ɶ ɐ̞ • ɶ̠ ɑ • ɒ \| | \| i • y ɨ • ʉ ɯ • u ɪ̟ • ʏ̟ ɪ • ʏ ɪ̈ • ʊ̈ ɯ̽ • ʊ ɯ̞ • ʊ̠ e • ø ɘ • ɵ ɤ • o e̞ • ø̞ ə • ɵ̞ ɤ̞ • o̞ ɛ • œ ɜ • ɞ ʌ • ɔ æ • œ̞ ɐ • ɞ̞ ʌ̞ • ɔ̞ a • ɶ ɐ̞ • ɶ̠ ɑ • ɒ \| |
| Casi ab. | \| i • y ɨ • ʉ ɯ • u ɪ̟ • ʏ̟ ɪ • ʏ ɪ̈ • ʊ̈ ɯ̽ • ʊ ɯ̞ • ʊ̠ e • ø ɘ • ɵ ɤ • o e̞ • ø̞ ə • ɵ̞ ɤ̞ • o̞ ɛ • œ ɜ • ɞ ʌ • ɔ æ • œ̞ ɐ • ɞ̞ ʌ̞ • ɔ̞ a • ɶ ɐ̞ • ɶ̠ ɑ • ɒ \| | \| i • y ɨ • ʉ ɯ • u ɪ̟ • ʏ̟ ɪ • ʏ ɪ̈ • ʊ̈ ɯ̽ • ʊ ɯ̞ • ʊ̠ e • ø ɘ • ɵ ɤ • o e̞ • ø̞ ə • ɵ̞ ɤ̞ • o̞ ɛ • œ ɜ • ɞ ʌ • ɔ æ • œ̞ ɐ • ɞ̞ ʌ̞ • ɔ̞ a • ɶ ɐ̞ • ɶ̠ ɑ • ɒ \| | \| i • y ɨ • ʉ ɯ • u ɪ̟ • ʏ̟ ɪ • ʏ ɪ̈ • ʊ̈ ɯ̽ • ʊ ɯ̞ • ʊ̠ e • ø ɘ • ɵ ɤ • o e̞ • ø̞ ə • ɵ̞ ɤ̞ • o̞ ɛ • œ ɜ • ɞ ʌ • ɔ æ • œ̞ ɐ • ɞ̞ ʌ̞ • ɔ̞ a • ɶ ɐ̞ • ɶ̠ ɑ • ɒ \| | \| i • y ɨ • ʉ ɯ • u ɪ̟ • ʏ̟ ɪ • ʏ ɪ̈ • ʊ̈ ɯ̽ • ʊ ɯ̞ • ʊ̠ e • ø ɘ • ɵ ɤ • o e̞ • ø̞ ə • ɵ̞ ɤ̞ • o̞ ɛ • œ ɜ • ɞ ʌ • ɔ æ • œ̞ ɐ • ɞ̞ ʌ̞ • ɔ̞ a • ɶ ɐ̞ • ɶ̠ ɑ • ɒ \| | \| i • y ɨ • ʉ ɯ • u ɪ̟ • ʏ̟ ɪ • ʏ ɪ̈ • ʊ̈ ɯ̽ • ʊ ɯ̞ • ʊ̠ e • ø ɘ • ɵ ɤ • o e̞ • ø̞ ə • ɵ̞ ɤ̞ • o̞ ɛ • œ ɜ • ɞ ʌ • ɔ æ • œ̞ ɐ • ɞ̞ ʌ̞ • ɔ̞ a • ɶ ɐ̞ • ɶ̠ ɑ • ɒ \| |
| Abierta | \| i • y ɨ • ʉ ɯ • u ɪ̟ • ʏ̟ ɪ • ʏ ɪ̈ • ʊ̈ ɯ̽ • ʊ ɯ̞ • ʊ̠ e • ø ɘ • ɵ ɤ • o e̞ • ø̞ ə • ɵ̞ ɤ̞ • o̞ ɛ • œ ɜ • ɞ ʌ • ɔ æ • œ̞ ɐ • ɞ̞ ʌ̞ • ɔ̞ a • ɶ ɐ̞ • ɶ̠ ɑ • ɒ \| | \| i • y ɨ • ʉ ɯ • u ɪ̟ • ʏ̟ ɪ • ʏ ɪ̈ • ʊ̈ ɯ̽ • ʊ ɯ̞ • ʊ̠ e • ø ɘ • ɵ ɤ • o e̞ • ø̞ ə • ɵ̞ ɤ̞ • o̞ ɛ • œ ɜ • ɞ ʌ • ɔ æ • œ̞ ɐ • ɞ̞ ʌ̞ • ɔ̞ a • ɶ ɐ̞ • ɶ̠ ɑ • ɒ \| | \| i • y ɨ • ʉ ɯ • u ɪ̟ • ʏ̟ ɪ • ʏ ɪ̈ • ʊ̈ ɯ̽ • ʊ ɯ̞ • ʊ̠ e • ø ɘ • ɵ ɤ • o e̞ • ø̞ ə • ɵ̞ ɤ̞ • o̞ ɛ • œ ɜ • ɞ ʌ • ɔ æ • œ̞ ɐ • ɞ̞ ʌ̞ • ɔ̞ a • ɶ ɐ̞ • ɶ̠ ɑ • ɒ \| | \| i • y ɨ • ʉ ɯ • u ɪ̟ • ʏ̟ ɪ • ʏ ɪ̈ • ʊ̈ ɯ̽ • ʊ ɯ̞ • ʊ̠ e • ø ɘ • ɵ ɤ • o e̞ • ø̞ ə • ɵ̞ ɤ̞ • o̞ ɛ • œ ɜ • ɞ ʌ • ɔ æ • œ̞ ɐ • ɞ̞ ʌ̞ • ɔ̞ a • ɶ ɐ̞ • ɶ̠ ɑ • ɒ \| | \| i • y ɨ • ʉ ɯ • u ɪ̟ • ʏ̟ ɪ • ʏ ɪ̈ • ʊ̈ ɯ̽ • ʊ ɯ̞ • ʊ̠ e • ø ɘ • ɵ ɤ • o e̞ • ø̞ ə • ɵ̞ ɤ̞ • o̞ ɛ • œ ɜ • ɞ ʌ • ɔ æ • œ̞ ɐ • ɞ̞ ʌ̞ • ɔ̞ a • ɶ ɐ̞ • ɶ̠ ɑ • ɒ \| |
| i • y ɨ • ʉ ɯ • u ɪ̟ • ʏ̟ ɪ • ʏ ɪ̈ • ʊ̈ ɯ̽ • ʊ ɯ̞ • ʊ̠ e • ø ɘ • ɵ ɤ • o e̞ • ø̞ ə • ɵ̞ ɤ̞ • o̞ ɛ • œ ɜ • ɞ ʌ • ɔ æ • œ̞ ɐ • ɞ̞ ʌ̞ • ɔ̞ a • ɶ ɐ̞ • ɶ̠ ɑ • ɒ | | | | | |

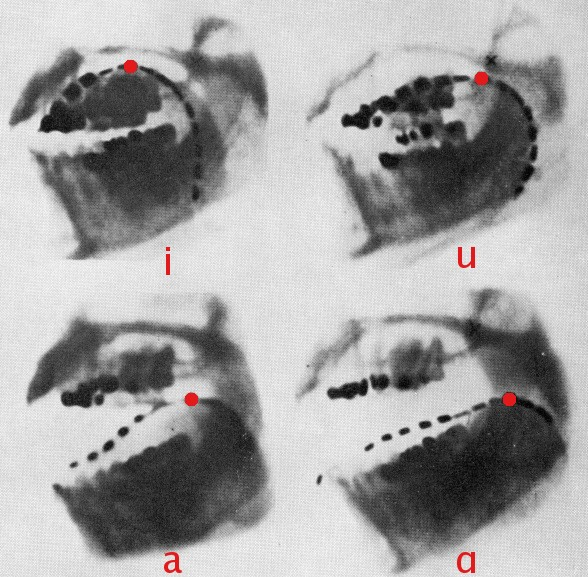
Radiografías de las /[i, u, a, ɑ]/. de Daniel Jones.

Los rasgos articulatorios que distinguen los distintos sonidos vocálicos determinan su «cualidad» vocálica. Daniel Jones desarrolló el sistema de vocales cardinales para describir las vocales de acuerdo con tres características comunes «altura» (dimensión vertical, también llamada «abertura»), «localización» (dimensión horizontal) y «redondeamiento» (posición de los labios, también llamada «labialización»). En el cuadro vocálico que se encuentra a la derecha, se indican estos tres parámetros. Sin embargo, hay otros rasgos posibles, como la posición del velo (nasalidad), tipo de vibración vocal (fonación) y posición de la raíz de la lengua.

### Altura (o abertura)
La altura vocálica recibe su nombre de la posición vertical de la lengua en relación con el paladar o a la abertura de los maxilares, aunque también es conocido como modo de articulación. En las «vocales altas», como [i] y [u], la lengua se sitúa en la parte superior de la boca, mientras que en las «vocales bajas», como [a], la lengua se sitúa en la parte inferior. En el AFI se prefieren los términos «vocal cerrada» y «vocal abierta» respectivamente, que describen la abertura relativa de la mandíbula. Sin embargo, la altura vocálica es una cualidad más bien acústica, no articulatoria, por lo que hoy en día se define no por la altura de la lengua o la abertura de la mandíbula, sino por la frecuencia relativa del primer formante (F1). Cuanto más alto sea el valor F1, más baja (más abierta) será la vocal; la altura, por tanto, es inversamente proporcional a F1.
- vocal cerrada (vocal alta)
- vocal casi cerrada
- vocal semicerrada
- vocal intermedia
- vocal semiabierta
- vocal casi abierta
- vocal abierta (vocal baja)

Las vocales medias genuinas no contrastan con las semicerradas ni con las semiabiertas en ninguna lengua, y los símbolos [e ø ɤ o] se usan habitualmente para representar vocales semicerradas o medias, como en el caso del español, donde [e] y [o] suelen representar vocales medias.
En inglés, por ejemplo, se contrastan seis alturas diferentes en las vocales, pero dichas alturas dependen de diferencias en localización, y muchas son partes de diptongos. En algunas variedades de alemán se contrastan cinco alturas vocálicas, independientemente de la duración u otros parámetros. El dialecto bávaro de Amstetten cuenta con 13 vocales largas, que distinguen cuatro alturas (cerrada, semicerrada, media y casi abierta) para las vocales anteriores no redondeadas, anteriores redondeadas y posteriores redondeadas, además de una vocal abierta central: /i e ɛ̝ æ̝/, /y ø œ̝ ɶ̝/, /u o ɔ̝ ɒ̝/, /a/.
En general, el límite de contrastes de altura vocálica suele ser cuatro.
El parámetro de altura vocálica parece ser el rasgo primario de las vocales, ya que todas las lenguas usan la altura contrastivamente. No hay otros parámetros, como anterioridad-posterioridad o redondeamiento (ver más abajo), que se empleen en todas las lenguas. Algunas lenguas tienen un sistema vocálico vertical, en las que, al menos en el nivel fonológico, solo se utiliza la altura para distinguir entre diferentes vocales.

### Localización (o punto de articulación)

Posiciones de la lengua para las vocales cardinales anteriores, se indica el punto más alto. La posición del punto más alto se usa para determinar la altura y localización vocálica.

La localización vocálica se refiere a la posición de la lengua durante la articulación de una vocal en relación con el adelantamiento o retraso de la lengua en la boca. En las vocales anteriores, como [i], la lengua se sitúa hacia delante en la boca, mientras que en las vocales posteriores, como [u], la lengua se sitúa hacia atrás. Sin embargo, las vocales se definen como anteriores o posteriores de acuerdo con la frecuencia relativa del segundo formante (F2), sin depender de la localización real de la articulación. Cuanto más alto es el valor F2, más anterior es la vocal. 
El Alfabeto Fonético Internacional identifica cinco grados diferentes en la localización vocálica:
- vocal anterior
- vocal semianterior
- vocal central
- vocal semiposterior
- vocal posterior

Aunque existen idiomas que conocen los cinco grados, como el inglés, no se conoce ninguna lengua que distinga los cinco tipos sin más diferencias en altura o redondeamiento.

### Redondeamiento
El redondeamiento o «labialización» se refiere a si los labios están redondeados o no. En la mayoría de las lenguas, el redondeamiento es un rasgo de refuerzo en las vocales posteriores medias o altas, y no es distintivo. En general, cuanto más alta (cerrada) es una vocal, más intenso será el redondeamiento. Sin embargo, algunas lenguas tratan el redondeamiento y la localización por separado, como el francés o el alemán (con vocales anteriores redondeadas), la mayoría de lenguas urálicas (el estonio contrasta por redondeamiento la /o/ y las vocales anteriores), las lenguas túrquicas (con una /u/ no redondeada), y los idiomas vietnamita y coreano (con vocales posteriores no redondeadas).
En cualquier caso, incluso en lenguas como el alemán o el vietnamita, suele existir una correlación entre redondeamiento y localización: la vocales anteriores redondeadas tienden a ser menos anteriores que las anteriores no redondeadas, y las vocales posteriores no redondeadas tienen a ser menos atrasadas que las posteriores redondeadas. Es decir, la ubicación de las vocales no redondeadas a la izquierda de las vocales redondeadas en el cuadro de vocales AFI refleja su posición típica.
Existen diferentes tipos de labializazión. En las vocales posteriores medias y altas redondeadas los labios suelen protuberar hacia fuera, este fenómeno se conoce como «redondeamiento exolabial», ya que las superficies internas de los labios están visibles. Por otro lado, en las vocales anteriores medias y altas redondeadas, los labios suelen «comprimirse», con los márgenes de los labios hacia adentro y acercándose entre sí. Este fenómeno se conoce como «redondeamiento endolabial». Sin embargo no todas las lenguas siguen este modelo. La /u/ del japonés, por ejemplo, es una vocal posterior endolabial (comprimida). El sueco y el noruego son las únicas dos lenguas conocidas en las que este rasgo es pertinente (contrastivo), y cuentan con vocales cerradas anteriores redondeadas y vocales cerradas centrales redondeadas endolabiales y exolabiales, respectivamente. En muchos análisis fonéticos, ambos se consideran tipos de redondeamiento, pero algunos fonetistas no creen que sean subgrupos de un único fenómeno de redondeamiento, por lo que prefieren los términos independientes «redondeado» (exolabial), «comprimido» (endolabial) y «distendido» (no redondeado).

### Nasalización
La nasalización se produce cuando parte del aire escapa a través de la nariz. En las vocales nasales, el velo desciende y parte del aire viaja a través de la cavidad nasal además de por la boca. Una vocal oral es una vocal en la que todo el aire escapa por la boca. 
El francés, el polaco, el portugués, el navajo y el guaraní contrastan vocales orales y nasales.

### Fonación
La sonoridad se refiere a si las cuerdas vocales vibran o no durante la articulación de una vocal. La mayoría de las lenguas cuentan exclusivamente con vocales sonoras, pero varias lenguas nativas americanas, como el cheyene y las lenguas totonacanas, oponen vocales sonoras y sordas. Las vocales son sordas cuando susurramos. En japonés y en francés del Quebec, las vocales que se encuentran entre consonantes sordas a menudo se desonorizan.
Los sonidos sonoros (o «voz modal»), los sonidos laringalizados (o «chirridos») y los sonidos murmurados («murmullos») son tipos de fonación que se usan contrastivamente en algunas lenguas. A menudo van ligados al tono o a distinciones de acento; en el idioma mon, las vocales pronunciadas en el tono alto se producen con voz laringalizada. En este tipo de casos, no está claro si es el tono, el tipo de sonoridad o la combinación de ambos, lo que se usa como contraste fonológico.

### Raíz de la lengua adelantada
La raíz de la lengua adelantada (ATR por sus siglas en inglés) es un rasgo común en gran parte del continente africano. El contraste entre la raíz de la lengua adelantada y retraída se asemeja acústicamente al contraste tenso/laxo, pero su articulación es diferente. Las vocales ATR conllevan una tensión perceptible en el tracto vocal.

### Estrechamientos secundarios del tracto vocal
Las vocales faringalizadas aparecen en algunas lenguas; el sedang hace uso de este contraste, al igual que las lenguas tungusas. La faringalización es similar en articulación a la raíz de la lengua retraída, pero es acústicamente distinta. 
Encontramos un mayor grado de faringalización en las lenguas caucásicas nororientales y en las lenguas joisanas, que podría denominarse epiglotalizada, ya que la obstrucción primaria se produce en la punta de la epiglotis.
El grado más avanzado de faringalización se encuentra en las vocales estridentes de las lenguas joisanas, en las que la laringe se eleva y la faringe se obstruye, de modo que, en lugar de las cuerdas vocales, lo que vibra es la epiglotis o el cartílago aritenoide.
Hay que tener en cuenta que, en ocasiones, los términos «faringalizada», «epiglotalizada» y «estridente» se usan indistintamente.

#### Vocales retroflejas
Las vocales retroflejas se caracterizan por una posición especial de la punta de la lengua, que se eleva hacia el paladar tomando una forma hueca que da a las vocales un timbre específico. Esta vocales aparecen en lenguas como el inglés(girl, car) o en algunos dialectos del chino (fenómeno conocido como «儿化音», pinyin: érhuàyīn).

### Tensión
La tensión se usa para describir la oposición entre vocales tensas (como en el inglés leap, suit) y vocales laxas o relajadas (como en el inglés lip, soot). Tradicionalmente se pensaba que se trata del resultado de una tensión muscular mayor, sin embargo los experimentos fonéticos ha fracasado repetidamente en demostrarlo.
A diferencia de los otros rasgos de cualidad vocálica, la tensión sólo es aplicable en unas pocas lenguas que cuentan con esta oposición (principalmente lenguas germánicas, como el inglés); mientras que las vocales de otras lenguas (como el español) no pueden ser descritas en relación con la tensión de ninguna manera significativa. En la literatura acerca del inglés, «tensa» y «laxa» suelen usarse intercambiablemente con «larga» y «breve» respectivamente, ya que dichos rasgos van unidos en las variedades más comunes de inglés. Sin embargo, esta equivalencia no puede aplicarse a todos los dialectos del inglés ni a otras lenguas.
En la mayoría de las lenguas germánicas, las vocales laxas sólo pueden aparecer en sílabas cerradas, mientras que las tensas pueden aparecer en cualquier sílaba

## Acústica
Artículo relacionado: Fonética

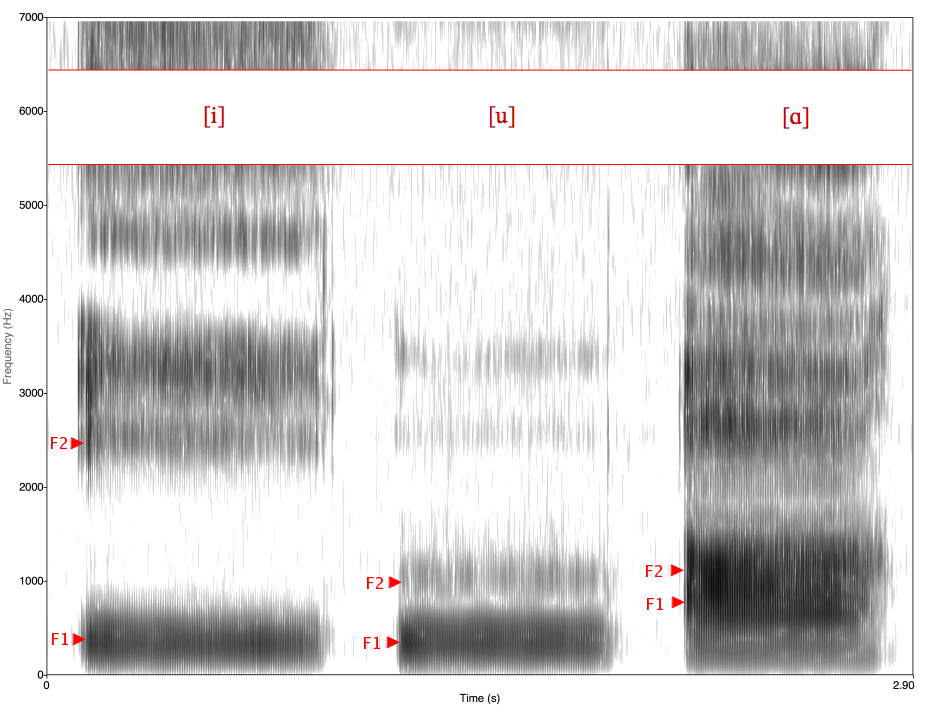
Espectrograma de las vocales /[i, u, ɑ]/. /[ɑ]/ es una vocal baja, así que su valor F1 es más alto que el de /[i]/ y /[u]/, que son vocales altas. /[i]/ es una vocal anterior, así que su F2 es considerablemente más alto que el de /[u]/ y /[ɑ]/, que son vocales posteriores.

La acústica de las vocales está bastante bien estudiada. Las diferentes cualidades vocálicas se concretan en los análisis acústicos de vocales a través de los valores relativos de los formantes, resonancias acústicas del tracto vocal que se muestran como bandas oscuras en un espectrograma. El tracto vocal actúa como resonador, y la posición de la mandíbula, los labios y la lengua afecta a las características de dicho resonador, dando lugar a diferentes valores formantes. La acústica de las vocales puede visualizarse haciendo uso de espectrogramas, que muestran la energía acústica en cada frecuencia y cómo esta cambia con el tiempo.
El primer formante, abreviado «F1», corresponde a la abertura vocálica (altura). Las vocales abiertas tienen frecuencias F1 altas, mientras que las vocales cerradas tienen frecuencias F1 bajas, como se puede observar en la ilustración al margen. Las vocales [i] y [u] cuentan con primeros formantes bajos parecidos, mientras que [ɑ] lo tiene más alto.
El segundo formante, «F2», corresponde a la localización vocálica. Las vocales posteriores tienen frecuencias F2 bajas, mientras que las anteriores tienen frecuencias F2 altas. Esto se puede ver claramente en la ilustración al margen, donde la vocal anterior [i] tiene una frecuencia F2 mucho más alta que las otras dos vocales. Sin embargo, en las vocales abiertas, la frecuencia F1 alta obliga también a una elevación de la frecuencia F2, por tanto, una medida de localización vocálica alternativa es la «diferencia» entre el primer y el segundo formante. Por esta razón, hay quien prefiere trazarla como F1 vs. F2 – F1. 
Diversos investigadores recomiendan el uso de trazados simples de F1 vs. F2. De hecho los analistas han utilizado este tipo de trazados para mostrar la cualidad de las vocales de una amplia variedad de lenguas, incluyendo la Received Pronounciation del inglés británico, el inglés de la Reina, el inglés americano, el inglés de Singapur, el inglés de Brunéi, el frisón oriental, el kabardo, y varias lenguas indígenas de Australia.
Las vocales retroflejas se caracterizan por tener valores F3 rebajados. 
Generalmente, el redondeamiento se consigue mediante una relación compleja entre F2 y F3 que tiende a reforzar la posterioridad vocálica. Una de las consecuencias de esto es que las vocales posteriores suelen ser redondeadas, mientras que las anteriores suelen ser no redondeadas; otra es que las vocales redondeadas tienden a colocarse a la derecha de las no redondeadas en los cuadros vocálicos. Es decir, hay una razón para colocar los pares vocálicos de la manera en que se hace.

## Prosodia y entonación
Los rasgos de prosodia vocálica se describen a menudo independientemente de la cualidad vocálica. En fonética no lineal, se colocan en capas diferentes. Por lo general, se considera que los rasgos de prosodia vocálica no se aplican a la vocal en sí, sino a la sílaba, ya que algunas lenguas no oponen duración vocálica y duración silábica de forma independiente.
La entonación abarca los cambios en altura musical, intensidad y velocidad de un enunciado en el tiempo. En las lenguas tonales, en la mayoría de los casos, el tono de una sílaba lo lleva la vocal, lo que significa que la altura relativa que marca el tono se superpone en la vocal. Si, por ejemplo, una sílaba tiene un tono alto, la altura de la vocal será alta. en cambio, si la sílaba tiene un tono descendente, entonces la altura de la vocal caerá de alta a baja durante la pronunciación de la vocal.
La cantidad vocálica, o duración, se refiere a la duración de la vocal. En algunos análisis este rasgo se describe como una característica de la cualidad vocálica, no de la prosodia. El japonés, el finés, el húngaro, el árabe y el latín tienen contraste fonológico bidireccional entre vocales breves y largas. El mixe cuenta con un contraste tridireccional entre vocales breves, semilargas y largas, y se sabe que esto sucede en otras lenguas, aunque no siempre como distinción fonológica. En el AFI las vocales largas se escriben como dos puntos triangulares, que consisten en dos triángulos equiláteros apuntándose uno a otro en lugar de puntos redondos ([iː]). El símbolo AFI para las vocales semilargas es la parte superior del símbolo descrito ([iˑ]). En ocasiones se ha hablado de vocales más largas, pero siempre están divididas entre dos sílabas.
Es necesario precisar que la cantidad de una vocal es una abstracción gramatical, y puede haber más cantidades pertinentes fonológicamente. Por ejemplo, en finés hay cinco diferentes duraciones físicas, porque el acento se marca con duración tanto en las vocales gramaticalmente breves como en las gramaticalmente largas. Sin embargo, en finés el acento no es léxico y siempre se sitúa en las primeras dos moras, sirviendo esta variación para separar unas palabras de otras.
En lenguas no tonales, como el español, la entonación incluye el acento léxico. Una sílaba acentuada se pronuncia típicamente con mayor altura, intensidad y cantidad que una sílaba no acentuada. Por ejemplo, en la palabra «intensidad», la vocal representada por la letra «a» está acentuada, por lo que es más larga y se pronuncia con mayor altura e intensidad que el resto de vocales.

## Monoptongos, diptongos, triptongos
Un sonido vocálico cuya cualidad no cambia a lo largo de la duración de la vocal se llama 
monoptongo. A veces se denominan también vocales «puras» o «estables». Un sonido vocálico que se desliza de una cualidad a otra se denomina diptongo, y un sonido vocálico que se desliza sucesivamente a través de tres cualidades es un triptongo.
Todas las lenguas tienen monoptongos y muchas lenguas tienen diptongos, pero los triptongos o los sonidos vocálicos que tienen incluso más cualidades son relativamente raros. El español cuenta con los tres tipos: el sonido vocálico de «sol» es un monoptongo [o], el sonido vocálico de «hoy» es un diptongo [oi̯], y el sonido vocálico de «buey» es un triptongo [βwe̞i̯].
En fonología, los diptongos y los triptongos se distinguen de secuencias de monoptongos dependiendo de si el sonido vocálico puede analizarse en diferentes fonemas o no.

## Vocales escritas
El término «vocal» se usa a menudo para referirse a los símbolos que representan los sonidos vocálicos en el sistema de escritura de una lengua, especialmente si la lengua usa un alfabeto. En los sistemas de escritura basados en el alfabeto latino, las letras a, e, i, o, u, y, w, A, E, I, O, U, Y, W  se utilizan para representar vocales, aunque no todas estas letras representan vocales en todas las lenguas (algunas, particularmente y, w, se utilizan para representar aproximantes); además, existen extensiones del alfabeto latino que tienen diferentes letras para las vocales, como Ä, Ö, Ü, Å, Æ, Ø Y.
Los valores fonéticos varían entre lenguas, y algunas lenguas usan I e Y para la consonante [j], por ejemplo la I inicial en rumano o la Y inicial en español (pero también como vocal en otras posiciones). En el alfabeto latino original no existía distinción escrita entre V y U, y la letra representaba la aproximante [w]  y las vocales [u] y [ʊ]. En galés moderno, la letra W representa los mismos sonidos. De forma similar, en creek, la letra V representa el fonema [ə]. No existe una correspondencia directa necesaria entre los sonidos vocálicos de una lengua y las letras para las vocales. Muchas lenguas que hacen uso del alfabeto latino tienen más sonidos vocálicos de los que pueden representarse con las siete letras vocálicas estándar. En inglés, por ejemplo, cada una de las siete letras A E I O U Y W puede representar varios sonidos; mientras que la letra Y suele representarse vocal y la W suele aparecer en diptongos.
Otras lenguas hacen uso de combinaciones de letras vocálicas para representar otros sonidos vocálicos, como ocurre a menudo en inglés. Además, también hay lenguas que utilizan letras modificadas, como Ä en finés, o que añaden diacríticos, como la diéresis, a las vocales con el mismo fin. Ciertas lenguas incluso han creado nuevas letras vocálicas modificando el alfabeto latino estándar de otras maneras, como las letras æ y ø que se encuentran en algunas lenguas nórdicas. El Alfabeto Fonético Internacional cuenta con 28 símbolos para representar el abanico de cualidades vocálicas básicas, y un conjunto de diacríticos para denotar variaciones de la vocal básica.

## Uso de las vocales en diferentes lenguas
La importancia de las vocales a la hora de distinguir una palabra de otra varía entre lenguas. Los alfabetos usados para escribir las lenguas semíticas, como el alfabeto hebreo y el alfabeto árabe, no suelen marcar todas las vocales, ya que a menudo no son necesarias para identificar una palabra. Estos alfabetos se denominan abyades. Aunque es posible construir oraciones sencillas en español que pueden entenderse sin vocales escritas (¿pds ntndr st?), escritos más largos sin las vocales escritas pueden ser difíciles de entender (por ejemplo, «ps» podría ser «paso», «peso», «piso», «poso», «pesa», «puso», «pasé», «pasó», «pesó», «pisé», etc.)
En la mayoría de las lenguas, las vocales sirven principalmente para distinguir lexemas separados («paso» y «peso» no son dos formas de una misma palabra), más que diferentes formas inflexionales de un mismo lexema, como suele ocurrir en las lenguas semíticas. Las vocales son particularmente importantes para la estructura de las palabras en lenguas que cuentan con muy pocas consonantes, por ejemplo lenguas polinesias como el maorí y el hawaiano, así como en lenguas cuyos inventarios de vocales son mayores que los de consonantes.
Casi todas las lenguas tienen al menos tres vocales fonológicas, normalmente  [i], [a], [u], como en árabe clásico e inuktitut (o [æ], [ɪ], [ʊ], como en quechua), aunque el adigueo y muchas lenguas sepik tienen un sistema vocálico vertical de [ɨ], [ə], [a]. Muy pocas lenguas tienen menos vocales, aunque se ha argumentado que algunas lenguas como el arrernte, el circasiano o lenguas ndu tienen solo dos, [ə] y [a], con una [ɨ] epentética.
No es posible saber cuál es la lengua que tiene más vocales, ya que depende de cómo se contabilicen. Por ejemplo, las vocales largas, las nasales y varias fonaciones, podrían contarse por separado o no; de hecho, en ocasiones puede no estar claro si la fonación pertenece a las vocales o a las consonantes de una lengua. Si ignoramos estos problemas y contamos solo las vocales con letras AFI ('cualidades vocálicas'), muy pocas lenguas tienen más de diez. Las lenguas germánicas tienen algunos de los inventarios más extensos, el dialecto de Amstetten del bávaro, por ejemplo, cuenta con trece vocales largas: [iː yː eː øː ɛː œː æː ɶː aː ɒː ɔː oː uː]. Las lenguas mon-jemer del sudeste asiático tienen también inventarios bastante grandes, como las once vocales del vietnamita: [i e ɛ æ ɑ ʌ ɔ ɤ o ɯ u].
Una de las vocales más comunes es [a̠]. Es prácticamente universal tener al menos una vocal abierta, aunque por ejemplo en inglés la mayoría de los dialectos tienen una [æ] y una [ɑ] (y a menudo una [ɒ]), pero no [a], y algunos hablantes de tagalo tienen [ɐ], en lugar de [a]. También es extremadamente común la [i], aunque el quileute tiene [eː], [æː], [aː], [oː] sin vocales cerradas, al menos cuando se pronuncian largas. La tercera vocal de los sistemas tipo árabe de tres vocales, /u/, es considerablemente menos común; una gran parte de las lenguas de Norteamérica tienen sistemas de cuatro vocales [i], [e], [a], [o], como es el caso del nahuatl
Entretanto, podemos afirmar que el sistema más común es el pentavocálico simple [a], [e], [i], [o], [u] (carente de nasalización salvo excepciones) dándose en alrededor en la mitad de lenguas en el mundo, como por ejemplo el español, euskera, japonés, griego etcétera.